# Lluís Medir Jofra
Lluís Medir Jofra (Palafrugell, 1893 - 1957) fou un artista i professor de l'Escola d'Arts i Oficis.
Germà de Ramir Medir Jofra, ja de ben jove, se li desvetlla la passió pel dibuix i la pintura. Va estudiar el batxillerat a Girona. Col·laborà amb l'arquitecte Rafael Masó, amb qui realitzà la tasca de topògraf en la urbanització de s'Agaró. També va portar a terme la reconstrucció de les pintures de la capella de Sant Narcís de Girona, juntament amb Àngel Ferran i sota les ordres de Joan Baptista Coromina i Rafael Masó.
El 2 d'octubre de 1917 és nomenat professor auxiliar de l'Escola d'Arts i Oficis de Palafrugell que en aquells moments dirigia Joan Baptista Coromina i a qui rellevaria en el càrrec a partir de l'any 1919 i fins a la seva mort. El 1927 va projectar i portar a la pràctica els decorats de l'obra de teatre Palafrugell-Cocktail, els quals es conserven al Museu del Suro.
Les principals exposicions que va fer són:
- Pintures a la Sala Parés (1927-1928)
- Dibuixos a la Biblioteca de Palafrugell (1945)
- Dibuixos a l'Exposició de Sant Feliu de Guíxols (1946)
- Dibuixos i aquarel·les a la Sala Icària de Figueres (1948)
- Aquarel·les a la Caixa d'Estalvis Provincial de Palafrugell (1951)

El 1948 dirigeix l'edició de bibliòfil del llibre de Josep Pla Coses Vistes, amb dibuixos seus a tinta i amb guaixos originals de Josep Martinell a cada exemplar. Aquesta experiència la van tornar a repetir amb el llibre Peix Fregit l'any 1954.
El seu fons documental es conserva a l'Arxiu Municipal de Palafrugell.